# 노무현 정부의 국무위원
본 문서는 노무현 정부의 국무위원 명단을 나타낸 것이다. 

## 국무위원 명단
| 직위                | 날짜       | 날짜       | 날짜       | 날짜        | 날짜        | 날짜       | 날짜       | 날짜         | 날짜       | 날짜       | 날짜         | 날짜       | 날짜         | 날짜         | 날짜       | 날짜       | 날짜             | 날짜       | 날짜         | 날짜       |
| ------------------- | ---------- | ---------- | ---------- | ----------- | ----------- | ---------- | ---------- | ------------ | ---------- | ---------- | ------------ | ---------- | ------------ | ------------ | ---------- | ---------- | ---------------- | ---------- | ------------ | ---------- |
| 직위                | 2003년 2월 | 2003년 7월 | 2003년 9월 | 2003년 10월 | 2003년 12월 | 2004년 1월 | 2004년 2월 | 2004년 6·7월 | 2005년 1월 | 2005년 1월 | 2005년 3·4월 | 2005년 6월 | 2006년 1·2월 | 2006년 3·4월 | 2006년 7월 | 2006년 9월 | 2006년 11월·12월 | 2007년 1월 | 2007년 4·5월 | 2007년 9월 |
| 대통령              | 노무현     | 노무현     | 노무현     | 노무현      | 노무현      | 노무현     | 노무현     | 노무현       | 노무현     | 노무현     | 노무현       | 노무현     | 노무현       | 노무현       | 노무현     | 노무현     | 노무현           | 노무현     | 노무현       | 노무현     |
| 국무총리            | 고건       | 고건       | 고건       | 고건        | 고건        | 고건       | 고건       | 이해찬       | 이해찬     | 이해찬     | 이해찬       | 이해찬     | 이해찬       | 한명숙       | 한명숙     | 한명숙     | 한명숙           | 한명숙     | 한덕수       | 한덕수     |
| 재정경제부 장관     | 김진표     | 김진표     | 김진표     | 김진표      | 김진표      | 김진표     | 이헌재     | 이헌재       | 이헌재     | 한덕수     | 한덕수       | 한덕수     | 한덕수       | 한덕수       | 권오규     | 권오규     | 권오규           | 권오규     | 권오규       | 권오규     |
| 교육인적자원부 장관 | 윤덕홍     | 윤덕홍     | 윤덕홍     | 윤덕홍      | 안병영      | 안병영     | 안병영     | 안병영       | 이기준     | 김진표     | 김진표       | 김진표     | 김진표       | 김진표       | 김병준     | 김신일     | 김신일           | 김신일     | 김신일       | 김신일     |
| 과학기술부 장관     | 박호군     | 박호군     | 박호군     | 박호군      | 박호군      | 오명       | 오명       | 오명         | 오명       | 오명       | 오명         | 오명       | 김우식       | 김우식       | 김우식     | 김우식     | 김우식           | 김우식     | 김우식       | 김우식     |
| 통일부 장관         | 정세현     | 정세현     | 정세현     | 정세현      | 정세현      | 정세현     | 정세현     | 정동영       | 정동영     | 정동영     | 정동영       | 정동영     | 이종석       | 이종석       | 이종석     | 이종석     | 이재정           | 이재정     | 이재정       | 이재정     |
| 외교통상부 장관     | 윤영관     | 윤영관     | 윤영관     | 윤영관      | 윤영관      | 반기문     | 반기문     | 반기문       | 반기문     | 반기문     | 반기문       | 반기문     | 반기문       | 반기문       | 반기문     | 반기문     | 송민순           | 송민순     | 송민순       | 송민순     |
| 법무부 장관         | 강금실     | 강금실     | 강금실     | 강금실      | 강금실      | 강금실     | 강금실     | 김승규       | 김승규     | 김승규     | 김승규       | 천정배     | 천정배       | 천정배       | 천정배     | 김성호     | 김성호           | 김성호     | 김성호       | 정성진     |
| 국방부 장관         | 조영길     | 조영길     | 조영길     | 조영길      | 조영길      | 조영길     | 조영길     | 윤광웅       | 윤광웅     | 윤광웅     | 윤광웅       | 윤광웅     | 윤광웅       | 윤광웅       | 윤광웅     | 윤광웅     | 김장수           | 김장수     | 김장수       | 김장수     |
| 행정자치부 장관     | 김두관     | 김두관     | 허성관     | 허성관      | 허성관      | 허성관     | 허성관     | 허성관       | 오영교     | 오영교     | 오영교       | 오영교     | 오영교       | 이용섭       | 이용섭     | 이용섭     | 박명재           | 박명재     | 박명재       | 박명재     |
| 문화관광부 장관     | 이창동     | 이창동     | 이창동     | 이창동      | 이창동      | 이창동     | 이창동     | 정동채       | 정동채     | 정동채     | 정동채       | 정동채     | 정동채       | 김명곤       | 김명곤     | 김명곤     | 김명곤           | 김명곤     | 김종민       | 김종민     |
| 농림부 장관         | 김영진     | 허상만     | 허상만     | 허상만      | 허상만      | 허상만     | 허상만     | 허상만       | 박홍수     | 박홍수     | 박홍수       | 박홍수     | 박홍수       | 박홍수       | 박홍수     | 박홍수     | 박홍수           | 박홍수     | 박홍수       | 임상규     |
| 산업자원부 장관     | 윤진식     | 윤진식     | 윤진식     | 윤진식      | 이희범      | 이희범     | 이희범     | 이희범       | 이희범     | 이희범     | 이희범       | 이희범     | 정세균       | 정세균       | 정세균     | 정세균     | 정세균           | 김영주     | 김영주       | 김영주     |
| 정보통신부 장관     | 진대제     | 진대제     | 진대제     | 진대제      | 진대제      | 진대제     | 진대제     | 진대제       | 진대제     | 진대제     | 진대제       | 진대제     | 진대제       | 진대제       | 노준형     | 노준형     | 노준형           | 노준형     | 노준형       | 유영환     |
| 보건복지부 장관     | 김화중     | 김화중     | 김화중     | 김화중      | 김화중      | 김화중     | 김화중     | 김근태       | 김근태     | 김근태     | 김근태       | 김근태     | 유시민       | 유시민       | 유시민     | 유시민     | 유시민           | 유시민     | 변재진       | 변재진     |
| 환경부 장관         | 한명숙     | 한명숙     | 한명숙     | 한명숙      | 한명숙      | 한명숙     | 곽결호     | 곽결호       | 곽결호     | 곽결호     | 곽결호       | 이재용     | 이재용       | 이치범       | 이치범     | 이치범     | 이치범           | 이치범     | 이치범       | 이규용     |
| 노동부 장관         | 권기홍     | 권기홍     | 권기홍     | 권기홍      | 권기홍      | 권기홍     | 김대환     | 김대환       | 김대환     | 김대환     | 김대환       | 김대환     | 이상수       | 이상수       | 이상수     | 이상수     | 이상수           | 이상수     | 이상수       | 이상수     |
| 여성가족부 장관     | 지은희     | 지은희     | 지은희     | 지은희      | 지은희      | 지은희     | 지은희     | 지은희       | 장하진     | 장하진     | 장하진       | 장하진     | 장하진       | 장하진       | 장하진     | 장하진     | 장하진           | 장하진     | 장하진       | 장하진     |
| 건설교통부 장관     | 최종찬     | 최종찬     | 최종찬     | 최종찬      | 강동석      | 강동석     | 강동석     | 강동석       | 강동석     | 강동석     | 추병직       | 추병직     | 추병직       | 추병직       | 추병직     | 추병직     | 이용섭           | 이용섭     | 이용섭       | 이용섭     |
| 해양수산부 장관     | 허성관     | 허성관     | 최낙정     | 장승우      | 장승우      | 장승우     | 장승우     | 장승우       | 오거돈     | 오거돈     | 오거돈       | 오거돈     | 오거돈       | 김성진       | 김성진     | 김성진     | 김성진           | 김성진     | 강무현       | 강무현     |
| 기획예산처 장관     | 박봉흠     | 박봉흠     | 박봉흠     | 박봉흠      | 박봉흠      | 김병일     | 김병일     | 김병일       | 변양균     | 변양균     | 변양균       | 변양균     | 변양균       | 변양균       | 장병완     | 장병완     | 장병완           | 장병완     | 장병완       | 장병완     |

## 같이 보기
- 노무현 정부
- 국무위원